# Piper Halliwell
 (août 2022).
Si vous disposez d'ouvrages ou d'articles de référence ou si vous connaissez des sites web de qualité traitant du thème abordé ici, merci de compléter l'article en donnant les références utiles à sa vérifiabilité et en les liant à la section « Notes et références ».
 (août 2022).
La mise en forme du texte ne suit pas les recommandations de Wikipédia : il faut le « wikifier ».
Les points d'amélioration suivants sont les cas les plus fréquents. Le détail des points à revoir est peut-être précisé sur la page de discussion.
- Les titres sont pré-formatés par le logiciel. Ils ne sont ni en capitales, ni en gras.
- Le texte ne doit pas être écrit en capitales (les noms de famille non plus), ni en gras, ni en italique, ni en « petit »…
- Le gras n'est utilisé que pour surligner le titre de l'article dans l'introduction, une seule fois.
- L'italique est rarement utilisé : mots en langue étrangère, titres d'œuvres, noms de bateaux, etc.
- Les citations ne sont pas en italique mais en corps de texte normal. Elles sont entourées par des guillemets français : « et ».
- Les listes à puces sont à éviter, des paragraphes rédigés étant largement préférés. Les tableaux sont à réserver à la présentation de données structurées (résultats, etc.).
- Les appels de note de bas de page (petits chiffres en exposant, introduits par l'outil «  Source ») sont à placer entre la fin de phrase et le point final[comme ça].
- Les liens internes (vers d'autres articles de Wikipédia) sont à choisir avec parcimonie. Créez des liens vers des articles approfondissant le sujet. Les termes génériques sans rapport avec le sujet sont à éviter, ainsi que les répétitions de liens vers un même terme.
- Les liens externes sont à placer uniquement dans une section « Liens externes », à la fin de l'article. Ces liens sont à choisir avec parcimonie suivant les règles définies. Si un lien sert de source à l'article, son insertion dans le texte est à faire par les notes de bas de page.
- La présentation des références doit suivre les conventions bibliographiques. Il est recommandé d'utiliser les modèles {{Ouvrage}}, {{Chapitre}}, {{Article}}, {{Lien web}} et/ou {{Bibliographie}}. Le mode d'édition visuel peut mettre en forme automatiquement les références.
- Insérer une infobox (cadre d'informations à droite) n'est pas obligatoire pour parachever la mise en page.

Pour une aide détaillée, merci de consulter Aide:Wikification.
Si vous pensez que ces points ont été résolus, vous pouvez retirer ce bandeau et améliorer la mise en forme d'un autre article.
Pour les articles homonymes, voir Halliwell.
Piper Halliwell est un personnage de fiction issu de la série télévisée Charmed. Elle est interprétée par Holly Marie Combs. Elle fait sa première apparition le 7 octobre 1998 dans le premier épisode de la série. Le personnage a été créé par Constance M. Burge. Piper est introduite dans la série en tant que sœur cadette de Prue (Shannen Doherty) et sœur aînée de Phoebe (Alyssa Milano). Piper possède initialement le pouvoir d'arrêter le temps dans son environnement à l'aide de ses mains. À mesure que la série progresse, elle reçoit également le pouvoir de faire exploser spontanément des êtres ou des objets. Piper est décrite comme la douce, « sœur moyenne sensible » et pacificatrice du groupe, qui tente souvent de maintenir la paix entre ses deux sœurs. Elle développe plus tard une personnalité plus agressive et protectrice lorsqu'elle devient la sœur la plus âgée à partir de la saison quatre.
Le personnage a reçu un accueil positif de la part des critiques de télévision, qui ont loué la performance de Holly Marie Combs dans le rôle de Piper et sa relation avec Leo. Elle a récolté divers prix et nominations pour son interprétation de Piper. En 2007 et 2008, AOL TV a classé Piper au troisième rang des Top Witches de la télévision, derrière Samantha Stephens de Bewitched (ma sorcière bien aimée) et Willow Rosenberg de Buffy contre les vampires. Le Huffington Post la classe sixième des « dix plus grandes sorcières du monde » et des « dix plus grandes sorcières de tous les temps ». Le personnage est également apparu dans de nombreux médias de l'univers de Charmed, tels que les romans Charmed et son adaptation en bande dessinée.

## Casting
Le producteur exécutif Aaron Spelling avait toujours su qu'il cherchait le rôle de Prue, Shannen Doherty, actrice d'une précédente série de Spelling Television, Doherty s'était déjà consacrée au projet et avait proposé l'idée de sa meilleure amie pour le rôle de Piper Halliwell, l'ancienne actrice de Picket Fences (Un drôle de shérif).
Le personnage de Piper Halliwell a été conçu par Constance M. Burge, qui a écrit le script pilote pour Charmed. Le script pilote était basé sur trois sœurs incompatibles, le producteur exécutif Brad Kerna déclare que Piper figurait dans la série comme la demi-sœur essayant juste de maintenir la paix, et de trouver l'amour essayant d'empêcher Prue et Phoebe de s'entre-tuer.

## Histoire

### Enfance au côté de Patricia Halliwell (1973)

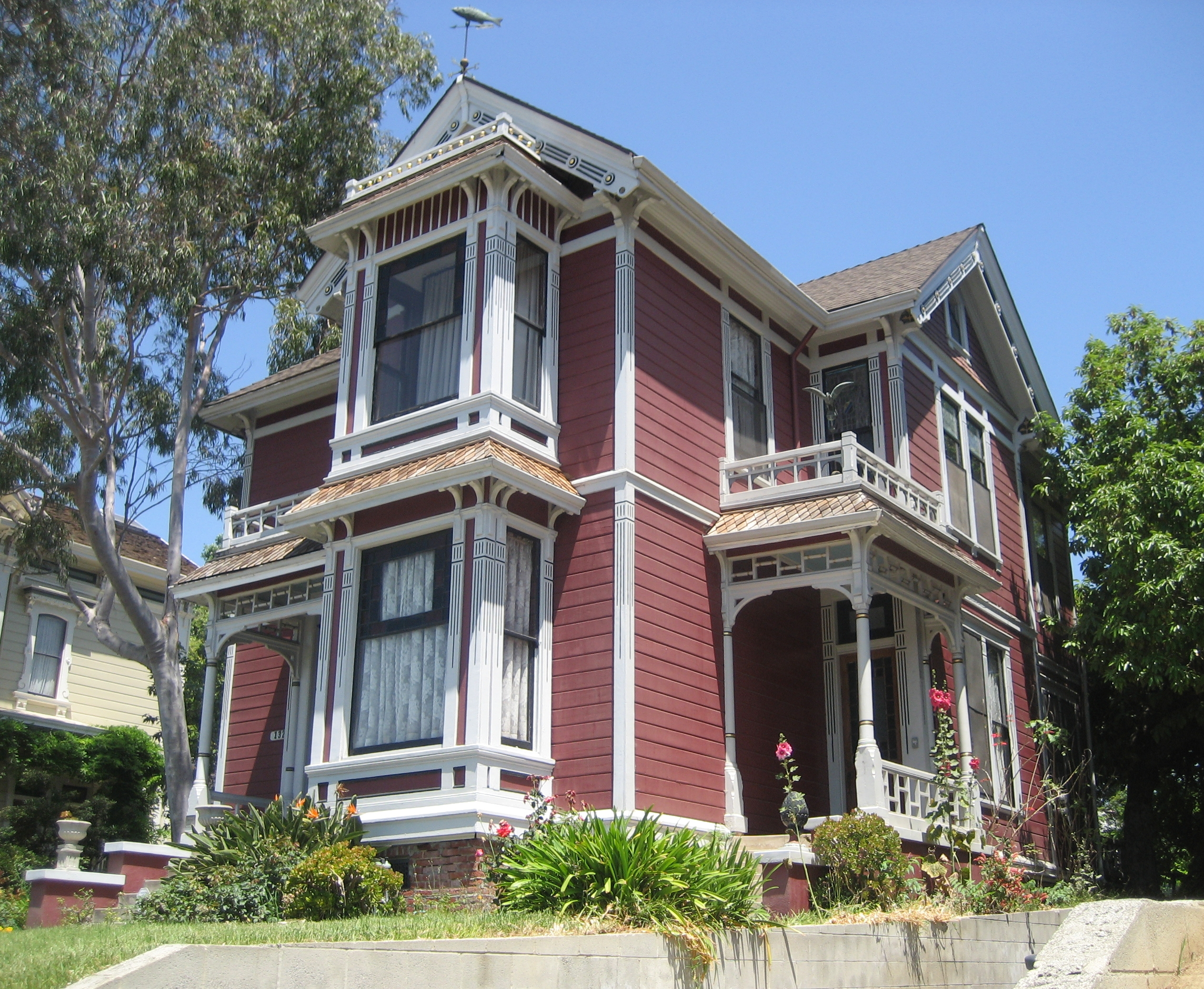
Manoir Halliwell, lieu de résidence des sœurs Halliwell.

Piper  Halliwell est née le 7 juin 1973 à San Francisco. Elle est la seconde fille de Patricia Halliwell et de Victor Bennett.
En tant que sorcière, Piper développa le pouvoir de ralentir les molécules au point qu'elles s'arrêtent, donc l'objet ou le démon est comme "figé" : on peut dire qu'elle arrête le temps, cependant la durée de cette "pétrification" est limitée.
Sa mère est morte quand Piper était encore enfant. Son père, Victor, a d'abord fait partie de la vie de ses filles, mais finira par quitter sa famille de façon permanente après une attaque démoniaque à l'occasion du cinquième anniversaire de Piper.
Le 24 mars 1975, elle reçoit la visite d'une version future d'elle-même. C'est aussi ce jour-là que Patty signa un pacte avec le sorcier Nicholas pour lui faire un anneau qui le rend invincible aux pouvoirs de ses filles. Penny efface tous leurs problèmes, souvenirs liés à la magie, et bloque leurs pouvoirs.
Après la naissance de sa petite sœur Phoebe en novembre 1975, Penny brida leurs pouvoirs pour empêcher Nicholas de les tuer et de prendre leurs pouvoirs. Dans la première partie de l'histoire de la série, Piper est la sœur cadette au milieu des deux autres. Elle était timide, humble et tenait le rôle « d'arbitre » entre ses sœurs Phoebe et Prue. Piper et ses sœurs ont été élevées par leur grand-mère.

### De la vie normale à la vie de sorcière (1998-1999)
Les années passèrent, au collège et au lycée, Piper n'est pas populaire, apparemment peu appréciée de ses camarades et affadie par sa sœur Prue, capitaine des pompom girls et déléguée de classe. Cette période est très pénible pour Piper notamment son apparence physique durant son adolescence. Elle a obtenu son diplôme et est devenue comptable en banque.
Formée en tant que comptable et chef-cuisinière, elle travailla en tant que caissière de banque après avoir été diplômée de l'université, mais sa grand-mère la persuada de démissionner.
Juste après la mort de sa grand-mère en 1997, Piper travailla en tant que traiteur privé et en tant que chef dans un bar branché dans le centre-ville de San Francisco appelé le "Quake".
Elle semble être largement considérée comme l'un des meilleurs chefs de San Francisco (ville dans laquelle se déroule l'histoire).
Six mois se sont écoulés depuis le décès de sa grand-mère, Penny Halliwell (Jennifer Rhodes). Piper étant déjà revenue dans le manoir victorien de sa famille avec sa sœur aînée Prue (Shannen Doherty), elle est ensuite rejoint par leur plus jeune sœur Phoebe (Alyssa Milano) le 7 octobre 1998. La nuit du retour de Phoebe, elle trouve un livre intitulé Le Livre des ombres dans le grenier du Manoir. Après que Phoebe a inconsciemment récité à haute voix ce qui s’avère être une incantation tirée du livre, les trois sœurs reçoivent chacune un pouvoir magique et découvrent leur destin changer en tant que sorcière de la descendance des Halliwell, les plus puissantes sorcières que le monde ait jamais connues.
« Oyez maintenant les paroles des sorcières
Les secrets sont cachés dans la nuit
Les Dieux anciens sont invoqués ici
Afin que soit révélé l’art de la magie
En cette nuit et en cette heure
J’invoque le pouvoir supérieur
Transmettez le pouvoir aux soeurs qui sont trois
Nous voulons le pouvoir
Donnez-nous le pouvoir. » — Formule magique récitée par Phoebe afin  d'obtenir les pouvoirs.
Une fois la lignée des Charmed Ones (appellation commune des sœurs) révélée, Piper est tout d'abord choquée, et puis dérangée par ses pouvoirs, effrayée de pouvoir blesser quelqu'un.

### Première Bataille et révélation en tant que sorcière

Triquetra symbolisant les trois sorcières ne faisant qu'un.

En 1998, Un démon nommé Jeremy Burns a assassiné quatre sorcières à San Francisco pour leurs pouvoirs. Cherchant à obtenir les pouvoirs des Charmed Ones. Jeremy chercha Piper Halliwell à l'hôpital après l'admission de sa grand - mère. Il lui tendit une serviette avec son numéro de téléphone et ils datèrent de six mois au cours desquels Jeremy proposa à Piper. Lorsque Phoebe est revenue après la mort de Grams, elle a activé les pouvoirs des sœurs avec un sortilège du Livre des Ombres . Jeremy a emmené Piper dans un entrepôt abandonné et a essayé de la tuer, bien que Piper ait réussi à le figer et à s'échapper. Les sœurs tentèrent de vaincre Jeremy avec un sortilège, qui réussit seulement à le blesser et à faire jaillir des épines de roses de son corps. Jeremy confronta les sœurs du grenier et utilisa ses pouvoirs pour les coincer, bien qu'il fût vaincu lorsque les sœurs scandèrent le sortilège du « pouvoir des Trois nous libérera ».
Un matin, après que Prue ait couché avec Andy Trudeau, Piper a visionné un documentaire sur Witches, le procès des sorcières de Salem. Un documentaire sur une sorcière qui a essayé d'entrer dans une église. Phoebe est parvenu à convaincre sa sœur qu'elle était une bonne personne car elle était la personne la plus attentionnée qu'elle connaissait. Piper, doutant toujours de sa nature de bonne sorcière s'est rendu à une église locale. Comme elle est parvenu à y entrer, elle s'est convaincue qu'elle était bonne car elle n'a pas été frappée par la foudre. Les pouvoirs de Piper ont pour "source" le contrôle des molécules.
Les sœurs Halliwell commencent à recevoir un homme à tout faire sous le nom de Leo Wyatt, lequel fréquente les sœurs, allant même jusqu'à tomber amoureux de Piper. Phoebe et Piper se battirent pour son affection, et alors que Piper gagnait le cœur de Léo, il se révéla être l'être de lumière, l'ange gardien des Halliwell, statut qui lui interdisait une quelconque histoire d'amour avec l'une des sorcières dont il avait la charge. Son secret fut finalement découvert par phoebe. Leo confie ensuite aux sœurs le rôle des êtres des lumières. La relation entre Leo et Piper était très tourmentée. Cela a amené les deux à différentes pauses jusqu'à une rupture. Piper commence à sortir avec son voisin Dan Gordon (Greg Vaughan) dans le but de tenter une relation normale. Cela provoque un conflit majeur car Leo et Piper conservent des sentiments persistants l'un envers l'autre, ce qui crée un triangle amoureux entre les trois personnages. Alors que Piper raffine ses compétences de sorcière et de propriétaire d’entreprise, elle finit par conclure que, malgré son amour pour Dan, son cœur appartiendra toujours à Leo. Plus tard, Piper rompt avec Dan.

### Réputation de Sorcière et Vie Magique (2000-2001)
Les sœurs Halliwell ne mènent plus désormais une vie banale. Piper est la cadette de la lignée des Charmed Ones et par nature l'une des plus puissantes.
Au début, en tant que "sœur du milieu", elle tint le rôle de "boussole morale" des Charmed Ones, tandis que Prue était une sorcière meneuse et sans peur, et Phoebe la petite sœur un peu immature et excentrique. Piper équilibrait en quelque sorte la balance.
Dans le trio, chacune des sœurs avait sa propre particularité, son propre don pour quelque chose : ainsi, Prue était l'experte du Livre des Ombres, Phoebe celle des incantations, et Piper était, quant à elle, douée dans la fabrication des potions.
Ses connaissances et capacités en tant que chef l'aidèrent, notamment, dans l'usage des épices et des herbes qu'elle pouvait avoir à utiliser.
À la différence de ses sœurs, Piper a toujours été la plus réticente à embrasser son destin en tant que Charmed One. De nature timide et peureuse, elle suggère plusieurs fois à ses sœurs au début de la série de se faire porter malade et d'attendre toutes les trois, en sécurité, dans leur maison, lorsqu'un démon les menace.
Elle a toujours eu envie d'un peu de normalité dans ses relations, refusant de considérer la magie comme une priorité dans les différents aspects de sa vie. 
Ce désir devint une certaine faiblesse, car les démons et les sorciers, après avoir eu connaissance de ce trait de caractère, jouèrent durant des années sur le fait que Piper souhaite être normale, afin de l'attaquer, lui voler ses pouvoirs et mettre fin à sa vie plus facilement.
Pendant ses premières années en tant que sorcière, Piper se montra la plus malchanceuse des trois sœurs en amour : elle semble toujours tomber amoureuse des hommes avec qui elle ne peut mener une longue relation. C'est durant sa première année en tant que sorcière que Piper tomba sous le charme d'un fantôme, Mark Chao, qui dut la quitter pour l'au-delà après que les trois sœurs eurent rétabli la justice au sujet de sa mort.
Après plusieurs échecs amoureux et de nombreuses victoires contre démons et sorciers, Piper et Léo se réunirent donc finalement par le mariage.
De nouvelles menaces, de nouveaux pouvoirs et de nouvelles pertes apparurent après son union, et, conséquence de la multitude de rebondissements lors du final de la saison 3, la sœur aînée de Piper, Prue, fut tuée par le démon assassin Shax.

### Deuil et L'acceptation de Paige ( 2001)
Le 17 mai 2001, la sœur aînée de Piper, Prue a été tué dans un combat l'opposant au démon Shax. La perte soudaine de leur sœur a dévasté Piper et Phoebe, mais elle a plus touché Piper. Sa rage intérieure l'a faite agir avec imprudence en partant combattre les démons et l'a faite se transformer en Furie. Après l'enterrement de Prue, Piper et Phoebe découvrent qu'elles ont une demi-sœur nommée Paige Matthews.
C'est durant les quelques jours qui suivirent la mort de Prue que les deux sœurs découvrirent que les Charmed Ones pouvaient être reconstituées : non grâce à la "résurrection" de Prue comme elles auraient pu l'espérer, mais par la découverte de leur demi-sœur inconnue, Paige Matthews, fruit de l'union de Patricia Halliwell et de son être de lumière.

### Abandon vie magique et la responsabilité de Piper
Piper se retrouva donc dans le rôle de la sœur aînée, et de surcroît la plus puissante des Charmed Ones au vu de ses pouvoirs magiques et de la disparition de Prue (jusqu'alors, c'était elle la plus puissante).
Le nouveau trio de Charmed eut un début un peu rude en raison de nombreux conflits entre Piper et Paige, mais peu à peu des liens se créèrent, permettant aux Charmed Ones de devenir un groupe soudé et de ce fait assez puissant pour vaincre la Source, grâce à trois incarnations différentes, durant la quatrième saison.
L'accomplissement de leur destinée - vaincre la Source - offrit à Piper et ses sœurs l'opportunité d'abandonner leurs vies magiques pour revenir à des vies normales – plus de magie, plus d'innocents à sauver, plus de démons à vaincre, plus de combats à livrer, et même plus de Fondateurs.
Piper, Phoebe et Paige se concertèrent à de nombreuses reprises, avant de décliner l'offre. Piper découvrit peu de temps après qu'elle était enceinte de son premier enfant.

### Naissance De Wyatt
Après avoir combattu de très nombreux démons et créatures mythiques, et avoir dû gérer les manifestations des pouvoirs - très puissants - de son enfant, on diagnostiqua chez Piper une pré-éclampsie durant son troisième trimestre de grossesse.
Cependant, bien que Piper souhaitait au départ accoucher à l'hôpital, l'accouchement se déroula au Manoir. Piper, aidée par Phoebe et Paige, mit au monde un petit garçon, au grand étonnement de tous, puisque depuis des générations, il n'y a que des filles. L'étonnement vint également du fait que quelques années auparavant, en allant dans le futur, Piper découvrit qu'elle était la mère d'une petite fille. Ce fait inquiéta beaucoup Penny qui refusa au début de baptiser son petit-fils mais Piper lui rappela que dans ce futur, Prue était vivante ce qui n'est pourtant plus le cas et Penny finit par accepter d'être la grand-mère d'un garçon.
La jeune mère, surprise d'avoir un fils, mit quelque temps à trouver un prénom. Elle nomma finalement son enfant Wyatt, nom de famille de son mari, et lui donna comme deuxième prénom Matthew, nom de famille de Paige. Son nom de famille est Halliwell.
Objet d'innombrables convoitises en raison de son importante puissance magique, Wyatt suscita beaucoup d'inquiétudes chez ses parents. Piper fit preuve d'une grande force lorsqu'elle découvrit, avec sa sœur Phoebe, l'identité de la personne qui avait placé une récompense sur son enfant, afin de faire passer le message que tout démon dont le souhait serait de blesser son fils serait vaincu aussitôt.

### L’arrivée de Chris
Des mois après la naissance de Wyatt, les Charmed Ones rencontrèrent Chris Perry, un être de lumière venu du futur pour les aider à vaincre l'immense danger représenté par les Titans – des anciens dieux emprisonnés.
Ces derniers tuèrent une grande partie des Fondateurs, dont les survivants se réfugièrent sur Terre. Léo prit en quelque sorte leur tête pour restaurer l'ordre, devenant ainsi Fondateur, et accorda, sur les conseils de Chris Perry, des pouvoirs divins aux trois sœurs, afin qu'elles puissent faire face aux Titans : Piper fut ainsi transformée en la déesse de la Nature, capable de se téléporter, de contrôler la météo et de localiser la présence de ses deux sœurs, Phoebe devint la déesse de l'Amour et Paige celle de la guerre. Chargé de lourdes responsabilités, Léo fut obligé de quitter Piper et leur enfant pour assurer sa nouvelle position de Fondateur, ce qui rendit la jeune sorcière folle de rage et de douleur. Chris Perry dut lui rappeler sa mission, éliminer les Titans, afin qu'elle réagisse et se charge de réunir ses deux sœurs, toutes deux enivrées par leurs pouvoirs - l'une par l'attraction qu'elle exerçait sur les hommes, l'autre par l'obéissance qu'elle obtenait de tous en raison de son autorité.
Piper vainquit les Titans avec l'aide de Phoebe et Paige, puis laissa exploser sa colère et sa douleur. Encore en pleine possession de ses pouvoirs de déesse de la Nature, son état émotionnel créa une gigantesque tempête qui entoura San Francisco.
Piper rejoignit Léo, retourné dans les cieux avec les Fondateurs survivants, pour le confronter à sa souffrance et à l'abandon de sa famille. Là-haut, Piper réalisa que Léo devait agir ainsi, dans l'intérêt du Bien, et le couple se sépara. Les pouvoirs de déesses des trois sœurs leur furent retirés, le danger vaincu.
Léo devenu Fondateur, Chris devint le nouvel être de lumière des trois sœurs et Piper commença à vivre une vie de mère célibataire.
Son couple séparé, Piper suivit plusieurs relations avec des mortels, notamment avec un pompier nommé Greg, qu'elle fréquenta un certain temps. Léo montra de nombreuses réticences à se montrer poli envers les compagnons de Piper, lorsqu'il venait voir les sœurs.
Chris suscita de nombreux soupçons chez les trois sœurs concernant ses véritables intentions, avant de révéler qu'il ne venait pas du futur que pour sauver le monde face au retour des Titans, mais aussi pour protéger Wyatt d'une dangereuse force démoniaque.
Contactées par la Dame du Lac, Piper et ses sœurs durent prendre la responsabilité de la protection d'Excalibur. La mort de la Dame du Lac par un démon contraignit les Charmed Ones à emmener l'Épée au Manoir afin de mieux veiller sur elle.
Là, Piper put extraire Excalibur de la Pierre, et Mordaunt, un formateur de propriétaire d'Excalibur, la manipula pour engager quelques démons à devenir ses chevaliers. Il put ainsi voler les pouvoirs des trois sœurs, prendre Excalibur et tuer le véritable héritier de l'Épée : Wyatt.
Piper, Phoebe et Paige réussirent à l'arrêter, et décidèrent de mettre l'Épée en sécurité, au loin, jusqu'au dix-huitième anniversaire de Wyatt.
Le jour de son anniversaire, lassée des attaques incessantes des démons qui compliquaient sa vie, Piper décida de renoncer à l'amour pour se consacrer à la défense de son fils. Ses sœurs, alarmées par cette nouvelle, lui créèrent un homme parfait nommé David : celui-ci serait à son petit soin pendant 24 heures. Piper était au départ réticente mais finit succomba à la perfection de son cadeau d'anniversaire et passa la journée à se balader avec lui et Wyatt.
Une autre épreuve survint lorsqu'un démon utilisa le pouvoir d'un génie pour souhaiter la mort des Charmed Ones.
C'est la relation de Léo et Piper qui sauva les trois sœurs : même s'il avait sombré dans un sommeil magique, Léo entendit les appels à l'aide de Piper et il la soigna sauvant du même coup Phoebe et Paige.
Cet incident conduisit Piper à être plus proche de Léo, et quelques semaines plus tard, lorsque Piper et Léo furent isolés sur un plan fantomatique, Léo touché par une flèche d'un être des ténèbres et personne pour le soigner, leurs défenses finalement tombèrent. Léo avoua à Piper qu'il l'aimait encore et ils finirent par passer la nuit ensemble.
Une fois libéré et parce que sa présence au Manoir avait mis son fils Wyatt en danger, Léo dut réaliser qu'il devait reprendre sa place de Fondateur. Il quitta sa famille afin qu'ils vivent leur vie, en sécurité, dans le monde mortel, tandis qu'il partait pour les cieux.
Piper tomba enceinte à la suite de cette nuit passée avec Léo. Cependant, la jeune femme sentit qu'elle ne pouvait pas parler à Léo de cette nouvelle grossesse, alors qu'il avait finalement accepté sa nouvelle destinée.
Les trois sœurs apprirent alors que Chris, l'être de lumière venu du futur, était en réalité le second enfant de Piper et Léo, c'est-à-dire celui qui grandissait dans le ventre de Piper. La découverte de la véritable identité de Chris explique son angoisse à ce que Piper et Léo ne se réconcilient pas au moins un moment, afin qu'il soit conçu.
Phoebe fut la première à découvrir la véritable identité de Chris, et Léo le dernier.
Ensemble, la famille entière travailla pour aider Chris à trouver quel grand mal changea Wyatt en un tyran démoniaque dans le futur de Chris. Piper décida de se rendre à l'École de la Magie, un endroit sûr où les jeunes sorciers apprenaient à développer leurs pouvoirs et leur art, pendant sa grossesse car le bébé Chris n'a pas les mêmes pouvoirs que Wyatt, qui lui développait un champ protecteur lorsqu'il était dans le ventre de sa mère.
À l'École, les démons ne peuvent s'attaquer ni à elle, ni à Wyatt alors qu'elle essaie d'identifier la menace qui guette ce dernier. L'idée que Wyatt puisse être en danger conduit Piper et Léo à être plus proches, alors qu'ils luttent avec Chris, Phoebe et Paige pour découvrir l'identité du démon qui en veut à leur fils.
À l'hôpital, Piper effraya beaucoup le reste de sa famille en perdant beaucoup de sang, lors de l'accouchement de Chris, mais tout se passa finalement bien. À l'occasion de la naissance de leur second fils, Piper et Léo purent redevenir une famille.
Léo découvrit l'identité de celui qui menaçait Wyatt en la personne de Gideon, un Fondateur, directeur de l'École de Magie et ami de Léo. Fou de rage que Gideon l'ait trompé, ait tué Chris et voulu tuer Wyatt, Léo torture Gideon avec ses pouvoirs de Fondateur, avant de l'achever.
Les conséquences de cette découverte et de ce meurtre furent également le rapprochement de Léo et de Piper.
Tout en gardant secret les actes commis par Léo, Piper et ce dernier furent possédés par deux Dieux Hindous : Piper par Shakti, la déesse de la Création, se retrouvant avec quatre bras supplémentaires et le pouvoir de générer de l'électricité.
Quelques mois plus tard, Piper ne put comprendre comment Léo pouvait faire un tel retour du chagrin d'avoir tué un Fondateur innocent, mais elle voulut accepter que Léo soit de retour dans sa vie, bien qu'il lui ait dit qu'il était un Avatar. Avec les autres Avatars, Léo et les sœurs créèrent un monde de paix mais avec des conséquences fatales : toute personne créant le désordre disparaissait immédiatement.
Mais après l'échec du monde des Avatars, Léo dut faire face à la punition des Fondateurs et fut une fois encore enlevé à sa famille pour endurer une épreuve. Il dut déterminer si sa destinée se basait sur sa famille ou les autres Fondateurs.
Dans le 150e épisode, Piper reçut de l'aide sous la forme de l'amour passé de Phoebe, Cole. Il l'aida et Léo revint pour de bon en tant qu'humain ; il restaure ainsi la foi de Phoebe en l'Amour, lui prouvant que leur amour dominait tout.
Mais bientôt une nouvelle menace apparaît, en la personne de Zankou, un puissant démon emprisonné par la Source il y a une centaine d'années, qui cherche à ramener l'ordre dans le monde souterrain et à détruire Piper et ses sœurs.

### Retraite temporaire et Jenny Bennett
Après des mois de combats acharnés ainsi que de la perte du manoir et du Livre des Ombres, Piper et ses sœurs détruisirent Zankou et le Nexus à la fin de leur septième année de sorcellerie (quatrième année pour Paige) - dans le combat Piper et ses sœurs meurent apparemment dans la bataille finale avec Zankou.
Le monde des humains, le monde souterrain et les Fondateurs crurent ainsi les trois sœurs mortes, car c'était leur seule chance de mener une vie normale.
Les Charmed Ones transformèrent leurs apparences de façon que seuls leurs proches puissent la voir telles qu'elles étaient réellement, leurs noms, et se firent passer pour les cousines des trois sœurs "mortes". Après leurs fausses funérailles, Victor Bennett a dit aux 3 sœurs que leurs changements constants d'apparences était difficiles à vivre pour lui et pour les enfants. Voilà pourquoi Phoebe a décidé que les sœurs et elle-même devaient en choisir une définitive. Piper a choisi le look d'une blonde que Leo aimait beaucoup.
Les sœurs et Leo ont également changé leurs identités en devenant les cousines des sœurs du côté de Victor. Piper se fait alors appeler Jenny Bennett et Leo est devenu Louis, son mari.
Piper prit le pseudonyme de Jenny Bennet. Cependant, son nouveau physique correspondait à celui d'une personne qui était recherchée pour meurtre qu'elle n'avait en fait pas commis. Après avoir innocenté son sosie, Piper dut à nouveau changer son apparence et prit le nom de Jamie Bennet, mais les trois sœurs réalisèrent que cacher leur véritable identité était une erreur. Rusant d'un stratagème qui incluait la CIA afin d'expliquer leur soudain retour à la vie, les Charmed Ones reprirent leurs véritables apparences, leurs vrais noms et leurs vies.

### L'Ultime Combat
Malgré les épreuves que Piper et Léo ont dû traverser dans leur relation, Léo ne réussissait pas à être un mortel marié à l'une des plus puissantes sorcières de l'Histoire magique.
Le couple consulta un conseiller conjugal magique, mais cela ne se passa pas comme ils l'espéraient : leur conseiller interchangea les corps de Piper et de Léo, afin que chacun d'eux réalisent quelle vie menait chacun et qu'ils deviennent plus compréhensifs à l'égard de l'autre.
Juste au moment où finalement tout devenait idéal entre son mariage, sa carrière et sa famille, l'Ange de la Mort vint prévenir Piper que Léo allait mourir. Piper fit donc venir un Ange de la Destinée et ce dernier annonça aux trois sœurs qu'elles allaient devoir engager une grande bataille contre le Mal et que la mort de Léo était inévitable pour les motiver à se battre.
Piper contra alors la Mort en trouvant le moyen de geler Léo et en concluant un marché : si Piper et ses sœurs gagnaient cette dernière bataille, Léo reviendrait.
Piper commença à filmer tout ce qui se passait dans la maison pour que Léo, à son retour, puisse voir ce qu'il aura manqué, et évita les combats contre les démons.
Piper fit tout ce qui était en son pouvoir pour ramener Léo et quand les sœurs Halliwell découvrirent que les sœurs Jenkins, Billie et Christy, étaient celles qu'elles devaient combattre, elle fut la plus déterminée à se battre.
Lorsque la communauté magique se retourna contre les Halliwell à cause de Christy, Piper dut s'enfuir avec ses sœurs, et, s'alliant avec deux démons et utilisant le pouvoir puissant du Néant, les sœurs vainquirent les restes spirituels de la Triade.
Les Charmed Ones se retournèrent contre les sœurs Jenkins, également possédées par le Néant. La bataille se finit par la mort de Phoebe, Paige et Christy, et la survie de Piper et de Billie.
L'Ange de la Destinée revint alors avec Léo, mais Piper se précipite vers Cupidon, surnommé Coop, qui aidait Phoebe à trouver l'Amour, pour lui demander de lui prêter son anneau. Cet anneau magique rend possible les voyages dans le temps pour trouver l'Amour.
Coop accepte évidemment, étant secrètement amoureux de Phoebe, et grâce à cet anneau, Piper se rend en 1975 pour emmener sa mère Patty, puis en 1982 pour emmener sa grand-mère Penny. Ainsi, le pouvoir des trois restitué, exclut le pouvoir destructeur du Néant dans la bataille contre les sœurs Jenkins.
Pendant que Piper voyage dans le temps, Billie tente également de sauver sa sœur mais en essayant de trouver le moyen de le faire, la jeune femme se rend compte de la manipulation dont elle a été victime par Christy.
Ainsi, dans la bataille, Billie se retourne contre sa sœur, défendant les Halliwell, et tue Christy d'une boule de feu.
Avec la destruction de tous les démons du passé, les sœurs peuvent enfin retourner à une vie normale. Débarrassées des démons pour un bout de temps à la suite de leur victoire contre la Triade et l'affaiblissement des forces démoniaques dû aux nombreuses victoires des Trois sœurs par le passé, Piper décide d'écrire sa vie ainsi que celle de ses sœurs dans le Livre Des Ombres pour les générations futures pour pouvoir certainement profiter de leur vie de femme. Ainsi, on apprend que la relation de Piper et de Léo s'améliore et ils ont bientôt un troisième enfant, leur première fille, Melinda. Par la suite, Piper ouvre enfin son propre restaurant, réalisant ainsi son rêve.
La dernière image de Piper est celle d'une femme âgée lisant les événements passés du Livre des Ombres, inscrits par les 3 sœurs, à sa petite-fille, une fillette brune d'à peu près 6 ans assise sur ses genoux. On voit ensuite Piper aller se reposer avec Léo, à l'étage de la maison, et plusieurs autres enfants, plus âgés que la petite fille, entrent en trombe dans le Manoir.
La dernière image est celle de la petite-fille de Piper qui se nomme Prudence (déclaration faites par Brad Kern), qui ferme la porte d'un geste alors qu'elle se trouve dans le couloir, utilisant ainsi des pouvoirs de télékinésie que possédaient Prue.
La porte se ferme sur l'histoire de Piper Halliwell, et des Charmed Ones, en paix.

## Réalité alternative
Piper parvient, dans une réalité alternative, à remonter le temps pour changer le cours des événements et empêcher Baccara, un sorcier du futur, de tuer Paige et Phoebe.

## Caractéristiques

### Apparence
L'apparence de Piper était la plus classique, la plus sophistiquée et la plus contemporaine, jamais excentrique ni aussi sauvage que Phoebe. Cependant, même les changements les plus infimes reflètent comment son personnage a changé et évolué. Elle débute dans la série avec des cheveux brun foncé de longueur moyenne (avec une frange). Son sens de la mode à cette époque était conservateur. À la saison 2, ses cheveux ont poussé et sont maintenant d'une teinte légèrement plus claire. Il continue de croître jusqu'au milieu de la saison, il ressemble à son look classique qu'elle a conservé pour le reste de la série.

### Pouvoirs et capacités

#### L'immobilisation Moleculaire
Le premier pouvoir de Piper est le pouvoir d'Immobilisation Moléculaire, encore appelé le pouvoir de figer les choses. Ce pouvoir lui permet de ralentir instantanément le mouvement de toutes les molécules constituant les objets, humains, démons, attaques magiques, etc. et de les maintenir immobiles dans l'espace. Ne sachant pas d'où ses pouvoirs provenaient ni s'ils étaient de nature bonne ou mauvaise, Piper a tenté de refouler son don. Mais comme elle ne savait pas contrôler son pouvoir, elle a souvent figé les choses lorsqu'elle paniquait.
Le pouvoir de Piper est, dans un premier temps, activé par un sentiment de panique, de peur, ou de surprise avant qu'elle n'apprenne à le contrôler parfaitement.
Piper doit faire des gestes de la main pour figer ou défiger, ce qui constitue une grande faiblesse lorsque, par exemple, la sorcière est ligotée.
De même que Piper apprend à utiliser son pouvoir quand elle le souhaite, sa capacité à figer évolue elle aussi : tandis qu'elle ne concernait au départ qu'un environnement proche de la sorcière - par exemple la pièce dans laquelle Piper se trouve - et ne fonctionnait que durant un temps relativement limité, cette capacité devient peu à peu plus puissante, concernant alors un rayon plus important autour de Piper et durant plus longtemps.
De la même façon, Piper apprend à contrôler également ce qu'elle souhaite figer, comme uniquement une partie d'un objet, d'une personne, et certaines personnes (comme uniquement un démon, ou les innocents d'une pièce).

#### La Combustion Moleculaire
Par la suite, la sorcière développa un pouvoir explosif, le pouvoir le plus offensif et plus puissant  du Pouvoir des 3 qui lui permet de faire exploser les objets et les démons. (ce nouveau pouvoir apparaît dans la saison 3 dans l'épisode "Le retour de Balthazar")
Cette capacité agit en accélérant le mouvement des molécules de l'objet et démons choisis au point qu'elles se séparent en une action explosive.
Piper doit utiliser le même mouvement pour faire exploser quelque chose que pour figer, et elle hésita à utiliser ce pouvoir : elle ne savait pas si ses cibles seraient simplement figées, ou plutôt "explosées". Comme pour la stase temporelle, Piper apprit à utiliser, à maîtriser cette capacité et à attaquer avec une plus grande précision.
Il est à noter que ce pouvoir crée aussi une onde de choc lors de l'explosion comme nous le montre le geste  lorsque Piper fais exploser une boule d'énergie ou un objet. Avec le temps son pouvoir s'est amélioré, elle a pu alors faire exploser neuf démons en une seule fois c'est la puissance maximale de son pouvoir. C'est le plus puissant pouvoir actif du collectif des Charmeds. En réalité c'est une amélioration et une évolution de son pouvoir explosif.

#### L'Accélération Moleculaire
Au cours de la Saison 9 en comics, Piper développe un troisième pouvoir qui lui permet d'accélérer à moindre vitesse les molécules des objets et démons permettant de les enflammer, de les faire fondre, s ils ne peuvent brûler, ou bouillir pour du liquide. Ce pouvoir est considéré comme une version plus contrôlée de ses autres pouvoirs.

#### La Réversion Moléculaire
Au cours du final de la Saison 9, lorsque Piper se trouve dans le Tout, ses pouvoirs sont au maximum de leurs capacités, y compris celui-ci pas encore apparu. Ainsi, Piper découvre qu'elle pourra agir sur les molécules des objets pour les déplacer et faire revenir a leur état antérieur ce qu'elle souhaite transformer. Dans le Tout, Piper parvient à détruire des ennemis créés par un être maléfique en leur rendant leur forme originale végétale.
Cependant, ces pouvoirs sont dépendants de ses mains et de ses yeux. En effet, Piper a besoin de voir ce qu'elle souhaite figer, exploser, brûler et doit faire un mouvement de main dans la direction souhaitée pour réaliser l'action. De plus, un assez grand nombre de créatures (bonnes et mauvaises) sont résistants ou immunisés contre ses pouvoirs (par exemple, lorsqu'elle attaquait Cole Turner/Balthazar avec ses pouvoirs, tout ce qu'elle réussissait à faire c'était de l'envoyer quelques mètres en arrière plutôt que de le détruire).
Comme les autres Charmed Ones, Piper est également capable de fabriquer des potions magiques et de réciter/écrire des sorts.
Avant sa mort, sa grand-mère prédit avec raison que, de toutes, cette sœur serait la meilleure dans la concoction des potions, car elle possédait ce don de naissance.

### Métamorphose
Durant sa vie de sorcière, Piper fut une Wendigo, un fantôme, une Furie, une super-héroïne, une déesse grecque, une Walkyrie, la Dame du Lac, une déesse hindoue et un Ange de la Mort.

### Relation avec les sœurs Halliwell et Vie amoureuse
Après la mort de sa sœur aînée Prue, les pouvoirs de Piper gagnèrent en force et en puissance  elle gagna elle devient ainsi la plus puissante des trois sorcières.
Elle est tombée amoureuse d'un fantôme, d'un banquier, d'un ouvrier du bâtiment, d'un sorcier et de son être de lumière Leo Wyatt.
Piper se maria avec ce dernier, ce qui posa maintes fois problème, en raison de leurs destinées différentes, et de la règle interdisant l'union d'un sorcier et d'un être de lumière.
Au début de leur relation - avant leur mariage - Piper et Léo rompirent pendant un certain temps à cause de la difficulté qu'ils rencontraient à trouver un juste milieu, entre la mission de la sorcière et celle de son être de lumière.
Piper eut ainsi une relation avec son voisin Dan Gordon durant presque un an.
Dan n'eut jamais connaissance de la véritable nature de Piper, à part lorsque cette dernière le lui apprit afin de savoir quelle serait sa réaction : son premier geste fut de dégoût car il enleva sa main de celle de Piper avec aversion. Selon ses propres dire, Dan "regrette d'être au courant du fait qu'elle soit sorcière, qu'il n'imaginait en aucun cas qu'un monde magique existait et préférerait oublier cet état de fait", et cette information fut "effacée" de sa mémoire à l'aide d'un génie.
Dan et Piper mirent fin à leur relation. Dan déménagea afin de faire avancer sa carrière, tandis que Piper retournait avec Léo.
La sorcière et l'être de lumière continuèrent cependant à rencontrer des problèmes, à cause de leur relation.
Lorsque les Fondateurs décidèrent de poser un ultimatum au couple au sujet de leur histoire d'amour, Léo en référa à Piper, qui, après quelques hésitations, accepta de cacher leur relation.
Ils essayèrent de se marier en secret, mais Cole exposa leurs plans à la communauté magique et les Fondateurs enlevèrent Léo.
Quand les Fondateurs interdirent à jamais à Piper de voir l'homme qu'elle aimait, la sorcière entreprit une sorte de grève en décidant de ne plus utiliser ses dons.
Lorsqu'elle réalisa malgré son mécontentement qu'elle avait un "travail" à accomplir et qu'il restait des innocents à sauver, les Fondateurs renvoyèrent Léo sur Terre, lui offrant une chance de prouver que leur relation de couple n'interférait pas avec leurs missions respectives.
Le fantôme de Penny, la grand-mère des trois sœurs, maria finalement Léo et Piper lors d'une cérémonie privée au manoir (on notera qu'il fallut trois essais à travers la saison 3 pour que le couple réussisse enfin à se marier, prouvant encore une fois que le 3 était le bon nombre, celui des Charmed).
Le père des sœurs; Victor Bennett, le petit ami de Phoebe; Cole Turner et leur ami l'inspecteur de police Darryl Morris furent présents, ainsi que Patty, la défunte mère des trois sœurs, dont les Fondateurs autorisèrent la présence matérielle sur Terre pour la journée du mariage. 
Piper et Léo eurent trois enfants ; Wyatt Matthew Halliwell, Chris Halliwell et une fille nommé Mélinda.
Elle épousera Leo Wyatt, son être de lumière, le 22 février 2001 dans le manoir familiale. Elle donnera naissance à leur premier enfant, un garçon, nommé Wyatt Matthew Halliwell, le 2 février 2003. Le 16 mai 2004, elle donnera naissance à leur deuxième enfant appelé Christopher Perry Halliwell. Le couple aura un dernier enfant, une fille, prénommée Melinda Halliwell.

### Vie professionnelle
Piper commença à travailler en tant que comptable dans une petite banque de San Francisco.
Elle quitta finalement son travail pour poursuivre son rêve, celui de devenir chef-cuisinier. Quelques mois après sa démission, Piper décrocha un travail en tant que chef débutant, sous la tutelle du Chef Moore, dans un restaurant de haute qualité, le "Quake". Après quelque temps, le patron de Piper quitta le Quake et elle fut promue directement manager du restaurant.
Pourtant, Piper se rendit compte qu'elle ne voulait pas gérer le restaurant de quelqu'un d'autre, mais plutôt posséder et gérer son propre restaurant.
Finalement, Piper fit l'acquisition d'un nightclub qu'elle nomma le "P3", en raison du trio qu'elle formait avec ses sœurs Prue et Phoebe.
Piper dirigea cette boîte pendant 7 ans, de la deuxième à la dernière saison de la série, bien que durant le dernier épisode de Charmed, "Forever Charmed", il est dit que plus tard, Piper quitta (ou peut-être arrêta simplement de gérer le p. 3) et démarra son propre restaurant comme elle l'avait toujours voulu.

## Autre Médias

### Comics
En 2010, Charmed a obtenu une suite sous licence officielle sous la forme d'une bande dessinée, souvent qualifiée de Charmed: Saison 9. La série est publiée tous les mois par Zenescope Entertainment. Dix-huit mois après la fin de la série, les sœurs vivent une vie heureuse et sans démon et sont entrées dans la maternité. Piper a eu un troisième enfant, une fille nommée Prudence Melinda et envisage d'ouvrir son propre restaurant.
Dans la série en comics, Piper a eu son troisième enfant, la petite fille qu'elle désirait tant : Mélinda. Avec ses sœurs, elle combat un ancien ennemi de Léo, Rennek. De plus, elle se découvre un troisième pouvoir qui lui permet de faire fondre et de bruler les molécules. Elle ouvre enfin son restaurant qu'elle baptise Halliwell's.

### Pouvoirs et capacités dans la série comics
Dans le quatrième tome de la série des comics Charmed : Ennemis mortels, Piper développe un nouveau pouvoir sous la forme de distorsion des molécules d'objets lorsqu'elle fond le sol pour piéger la source ressuscitée de tous les maux.
Dans Unnatural Resources le cinquième tome de la série des comics Charmed. Au cours des combats contre Neena (Cf Saison 9 en comics) Piper acquiert un troisième pouvoir : L'Accélération Moléculaire. Toujours d'un geste des mains, Piper déplace les molécules d'objets, de démons, ou tout autre chose, à un point tel que les molécules sont totalement inversées, ou désordonnées, et cela provoque la liquéfaction, la fonte, ou l'embrasement, sans explosion, de ce que Piper souhaite. Ce nouveau pouvoir est décrit comme une version plus contrôlée de ses anciens pouvoirs. En effet, il se situe entre le pouvoir de figer et d'explosion.
Au cours du combat contre Rennek, dans le dôme du Nexus du tout, Piper se découvre le pouvoir de Réversion Moléculaire qui permet à la sorcière d'agir également sur les molécules et de leur rendre leur état originel. Elle a utilisé ce pouvoir à son maximum puisqu'elle a pu rendre leur état d'origine aux soldats de Rennek, né de végétaux, juste par le regard et la pensée. Prue a dit à sa sœur que ce pouvoir lui apparaîtra lorsqu'elle sera plus puissante.

## Réception
En 2001, Holly Marie Combs a été nommée pour le rôle exceptionnel de l'actrice principale dans une série de science-fiction aux RATTY Awards pour son interprétation de Piper Halliwell. Elle a été nommée meilleure actrice de science - fiction plomb à la cérémonie de remise des prix même en 2002 et a remporté cette catégorie en 2003.

## Impact culturel
En 2007, Piper figurait au troisième rang des meilleures sorcières de la télévision d’AOL TV, derrière Samantha Stephens de Bewitched et Willow Rosenberg de Buffy the Vampire Slayer. Elle s'est également classée troisième sur la même liste l'année suivante.